# Віан (Бельгія)
Віан — село, що входить до муніципалітету Герардсберген у провінції Східна Фландрія, Фламандська спільнота Бельгії. Розташоване в регіоні Дендерстрік на південному сході провінції, на кордоні з Фламандським Брабантом і Ено. Річка Марк відділяє село від інших частин Герардсбергена.

## Історія
Перше згадування села датується 1220 роком під назвою Відень. Початково село було heerlijkheid (земельний маєток), який спочатку контролювався лордами Відня, а згодом перейшов у володіння родини Де Блондель де Борегард. У 1962 році муніципалітет був розширений за рахунок хуторів Донкерстраат і Гай-де-Віан. У 1977 році село об'єдналося з Герардсбергеном. З того часу Відень перетворився на переважно приміське поселення.

## Пам'ятки
- Церква Святого Аманда, неоготична будівля, збудована у 1843 році. Замок де Блондель де Борегард і його територія є охоронюваними об'єктами спадщини. Вперше замок згадується у 1545 році, а нинішня будівля датується 1762 роком. 31 січня 2020 року значну частину замку знищила сильна пожежа.

## Галерея

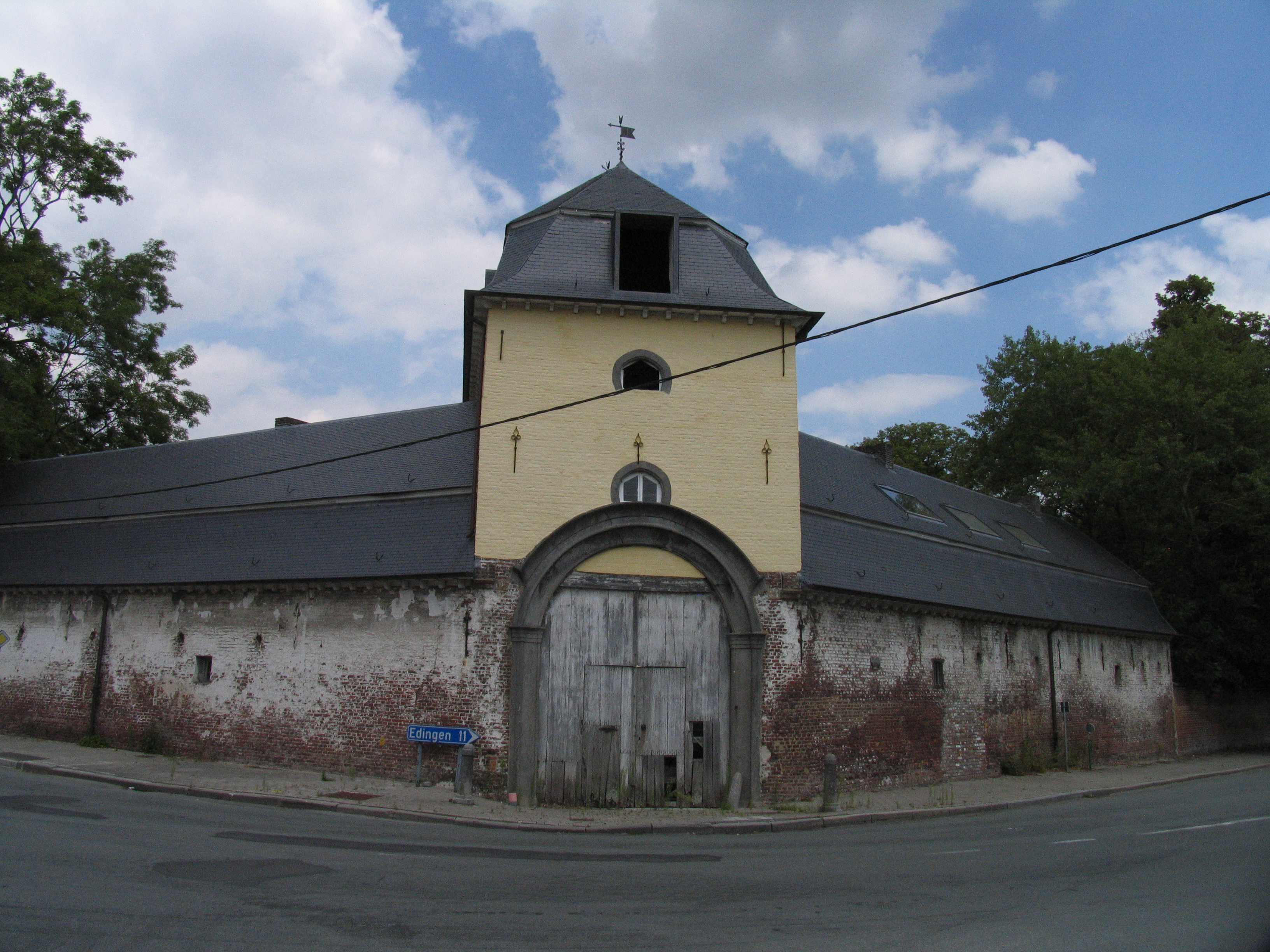
Замок де Блондель де Борегард
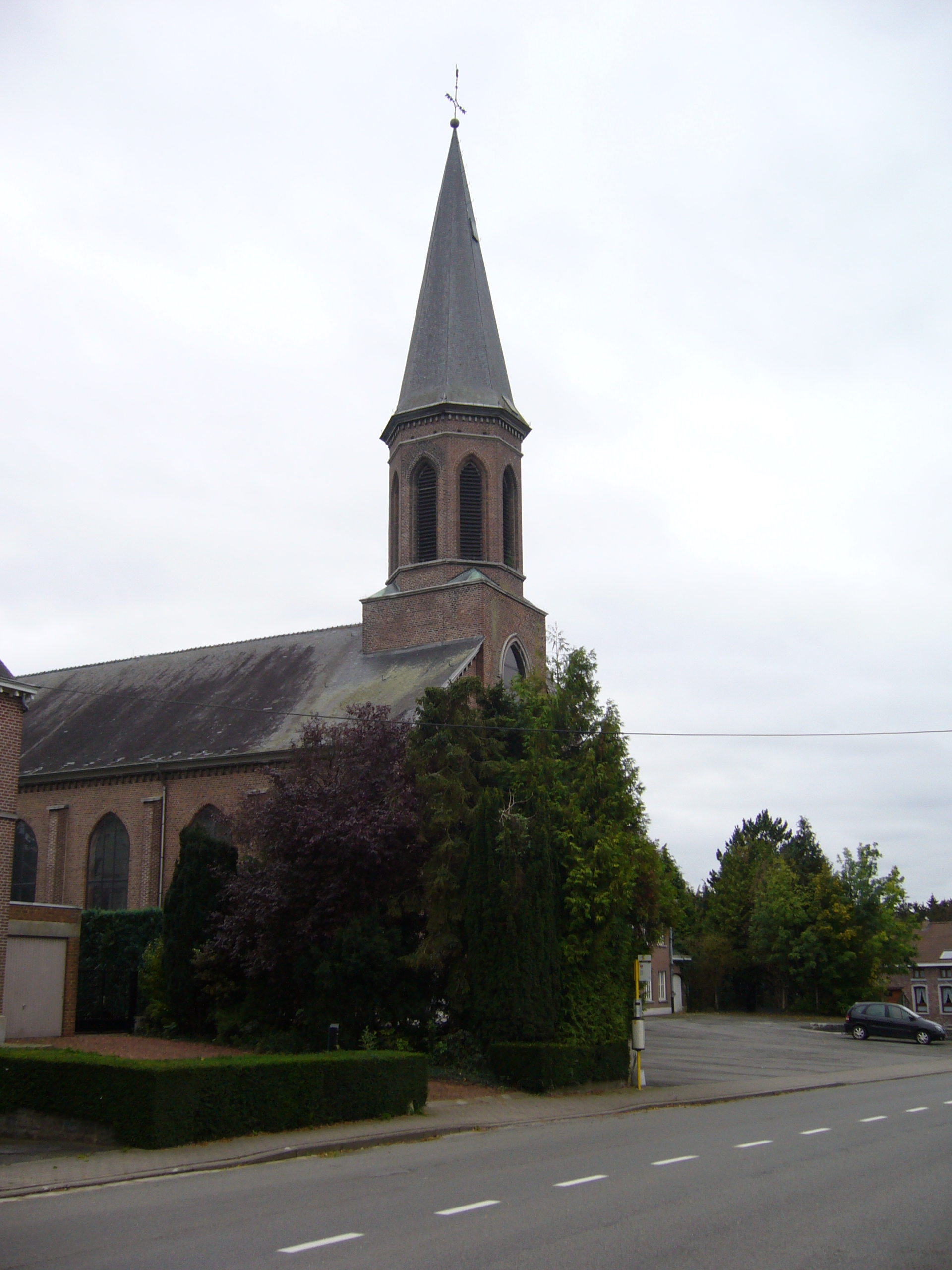
Церква Святого Аманда
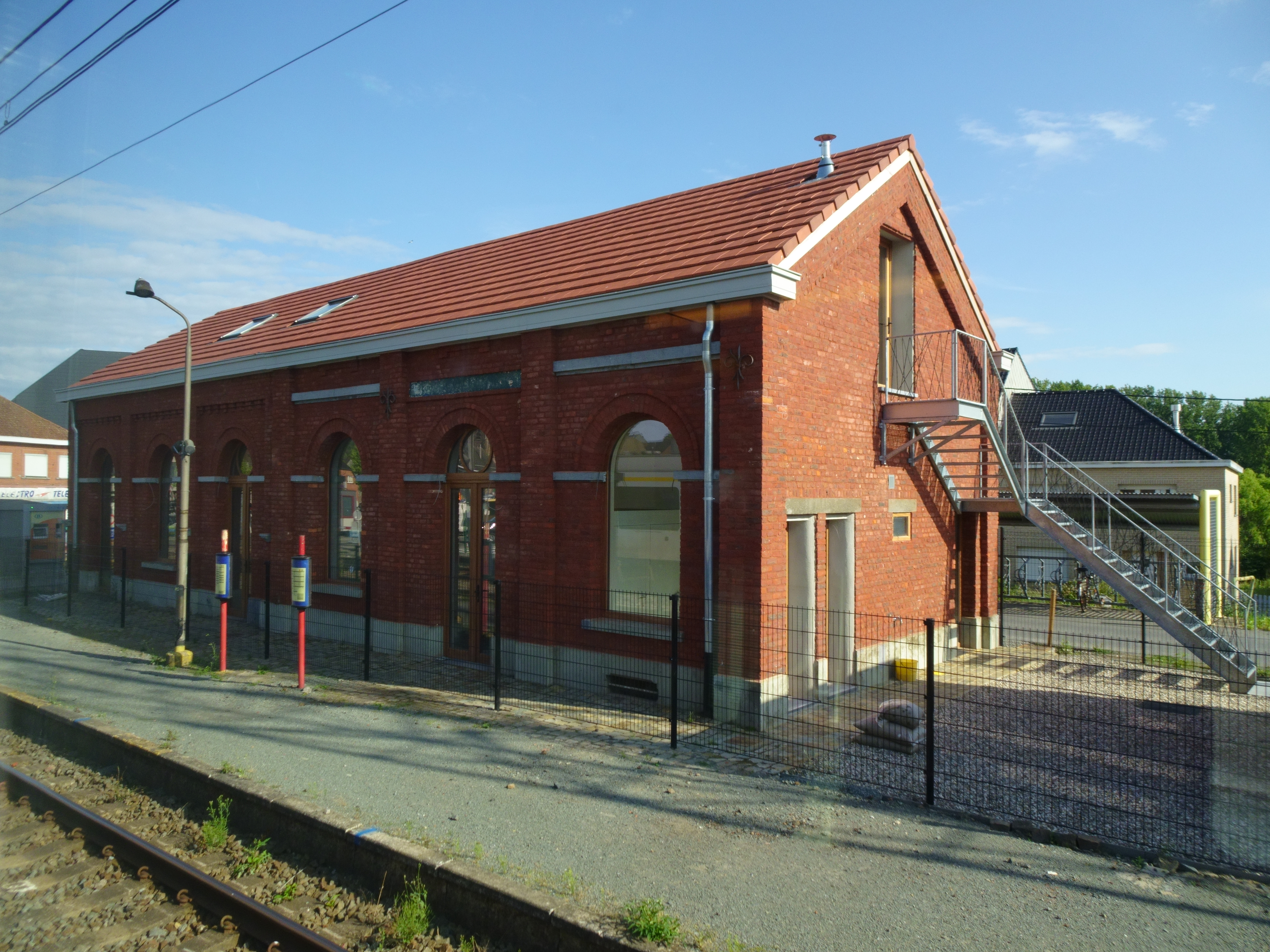
Залізнична станція Viane-Moerbeke
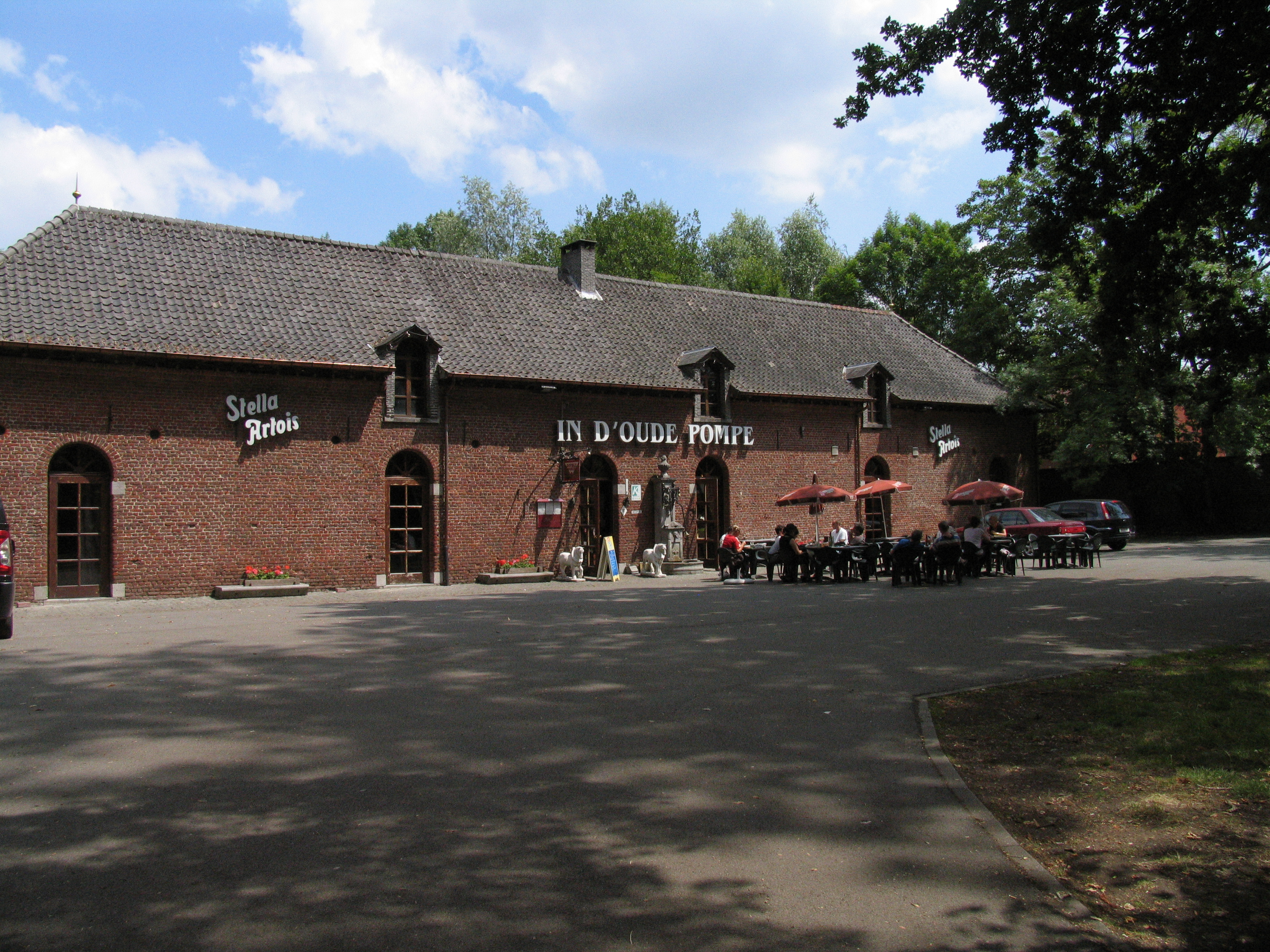
Brasserie in Viane